# Beacon Peak
Beacon Peak är en bergstopp i Kanada.   Den ligger i provinsen Alberta, i den centrala delen av landet, 3 200 km väster om huvudstaden Ottawa. Toppen på Beacon Peak är 2 682 meter över havet. Beacon Peak ingår i The Ramparts.
Terrängen runt Beacon Peak är bergig norrut, men söderut är den kuperad. Trakten runt Beacon Peak är nära nog obefolkad, med mindre än två invånare per kvadratkilometer.. Det finns inga samhällen i närheten. 
Trakten runt Beacon Peak består i huvudsak av gräsmarker.